# التهاب الشيخوخة
التهاب الشيخوخة هو التهاب مزمن منخفض الدرجة يتطور مع تقدم العمر. يُعتقد أنه يسرع عملية الشيخوخة البيولوجية ويزيد من تفاقم العديد من الأمراض المرتبطة بالشيخوخة.

## مميزات
يخضع جهاز المناعة لتغيرات عميقة أثناء الشيخوخة. تصبح الاستجابة المناعية التكيفية أقل فعالية حيث يتم تقليل أعداد الخلايا الليمفاوية لدى كبار السن. هذا هو نتيجة لانخفاض إنتاج الخلايا الليمفاوية التائية الجديدة نتيجة لانحلال الغدة الزعترية. علاوة على ذلك، مع تقدمنا في العمر تشتمل مجموعة الخلايا اللمفاوية التائية على المزيد والمزيد من خلايا الذاكرة على حساب الخلايا الساذجة.
بينما تنخفض فعالية جهاز المناعة التكيفي، تصبح آليات المناعة الفطرية أكثر نشاطًا. ويمثل ذلك زيادة عدد الخلايا القاتلة الطبيعية وزيادة إنتاج السيتوكينات المحرضة على الالتهابات. ينتج عن هذا التنشيط المزمن للجهاز المناعي الفطري تطور التهاب مزمن منخفض الدرجة عند كبار السن. وقد سميت هذه الظاهرة بالتهاب الشيخوخة. يوصف التهاب الشيخوخة بأنه التهاب منخفض الدرجة، مزمن، خاضع للسيطرة وبدون أعراض والذي يحدث في غياب العدوى ويدفعه في المقام الأول الإشارات الداخلية. الجزيئات الرئيسية المرتبطة بالتهاب الشيخوخة هي السيتوكينات الموالية للالتهابات، وخاصة إنترلوكين 6، عامل نخر الورم ألفا والبروتين المتفاعل. هذه الحالة الملتهبة المزمنة لها تأثير ضار على الصحة وتساهم في الشيخوخة البيولوجية وتطور الأمراض المرتبطة بالعمر. تبين أن التهاب الشخوخة تساعد على تطوير مسار مرض الزهايمر وتفاقمه، تصلب الشرايين، النوع الثاني من السكري وأمراض القلب المزمنة.

## أسباب
بما أن التهاب الشيخوخة هي مشكلة معقدة وجهازية، فمن المحتمل أن يكون الالتهاب نتيجة لعدة عوامل. السبب الرئيسي لالتهاب الشيخوخة هو تراكم الجزيئات الذاتية غير الصحيحة والمضللة من الخلايا التالفة. يتم التعرف على هذه الجزيئات من قبل مستقبلات الخلايا المناعية الفطرية مما يؤدي إلى تنشيطها وبالتالي إلى الالتهاب. تشمل مكونات الخلايا التي يمكن أن تحفز الخلايا الفطرية الحمض النووي الريبي الصغير أو الحمض النووي للميتوكوندريا أو الهستونات.
تزداد خلايا الشيخوخة مع تقدم العمر، وتفرز الخلايا الشيخوخة مزيجًا كيميائيًا مواليًا للالتهابات، وهي حالة تعرف باسم النمط الظاهري الإفرازي المرتبط بالشيخوخة.
ارتبط التهاب الشيخوخة أيضًا بعدوى الفيروس المضخم للخلايا المستمرة. يزيد الفيروس المضخم للخلايا إنتاج مجموعة متنوعة من السيتوكينات الالتهابية ويؤدي أيضًا إلى توسع خلايا T الخاصة بالذاكرة فيروس مضخم للخلايا. العوامل المحتملة الأخرى التي قد تؤدي إلى التهاب الشيخوخة تشمل الإفراط في التغذية، وتغير ميكروبات الأمعاء، وضعف حاجز الظهارة المعوية، والإجهاد المزمن الذي يحدث في أي مرحلة من مراحل حياة الفرد. يمكن أيضًا إفراز السيتوكينات ذات الخصائص الالتهابية عن طريق الأنسجة الدهنية.

## تدخلات مقترحة
استخدام جرعة منخفضة من الأسبرين والتمارين الرياضية والستاتينات هي علاجات للالتهاب شائع الاستخدام بالفعل. تتضمن العلاجات المستقبلية المحتملة الأدوية المُحَلِّقة للبروبيوتيك ولقاح الفيروس المضخم للخلايا واستبدال الغدة الزعترية. أو تجديد الغدة الزعترية.